# Mohamed Ali Ben Othmen Miladi
Mohamed Ali Ben Othmen Miladi, né le 12 mai 1991 à Menzel Temime, est un joueur tunisien de volley-ball. Il mesure 1,88 m et joue en tant que réceptionneur-attaquant.

## Clubs
- 2009-2013 : Aigle sportif d'El Haouaria (Tunisie)
  - 2013-2014 : Club olympique de Kélibia (Tunisie)
- depuis 2014 : Espérance sportive de Tunis (Tunisie)

## Palmarès

### Équipe nationale
- Championnat arabe
  -  Vainqueur en 2012 ( Bahreïn)
- Championnat d'Afrique des moins de 21 ans
  -  Vainqueur en 2010 ( Libye)
- Championnat arabe des moins de 19 ans
  -  Vainqueur en 2009 ( Liban)
- Championnat d'Afrique des moins de 19 ans
  -  Vainqueur en 2008 ( Égypte)

### Clubs
- Championnat de Tunisie
  -  Vainqueur en 2015, 2016, 2018, 2019, 2020, 2021 et 2022
- Coupe de Tunisie
  -  Vainqueur en 2017, 2018, 2019, 2020, 2021 et 2022
- Supercoupe de Tunisie
  -  Vainqueur en 2018, 2019, 2020, 2021 et 2022
- Coupe d'Afrique des clubs champions masculin  :
  -  Vainqueur en 2014 et 2021
- Championnat arabe des clubs champions
  -  Vainqueur en 2014 ( Tunisie)

### Autres
- Vainqueur du Tournoi international de Rashed en 2012 à Dubaï[1] ( Émirats arabes unis)
- Vainqueur de la coupe du président Noursoultan Nazarbaïev en 2012[2] ( Kazakhstan)
- 3e au Tournoi international de Navidad en 2009 ( Espagne)
- 6e au championnat du monde cadet 2009 ( Italie)
- 8e au championnat du monde des moins de 23 ans 2013 ( Brésil)

## Récompenses et distinctions
- Meilleur réceptionneur du championnat arabe des moins de 19 ans en 2009[3]